# Istruzione in Germania

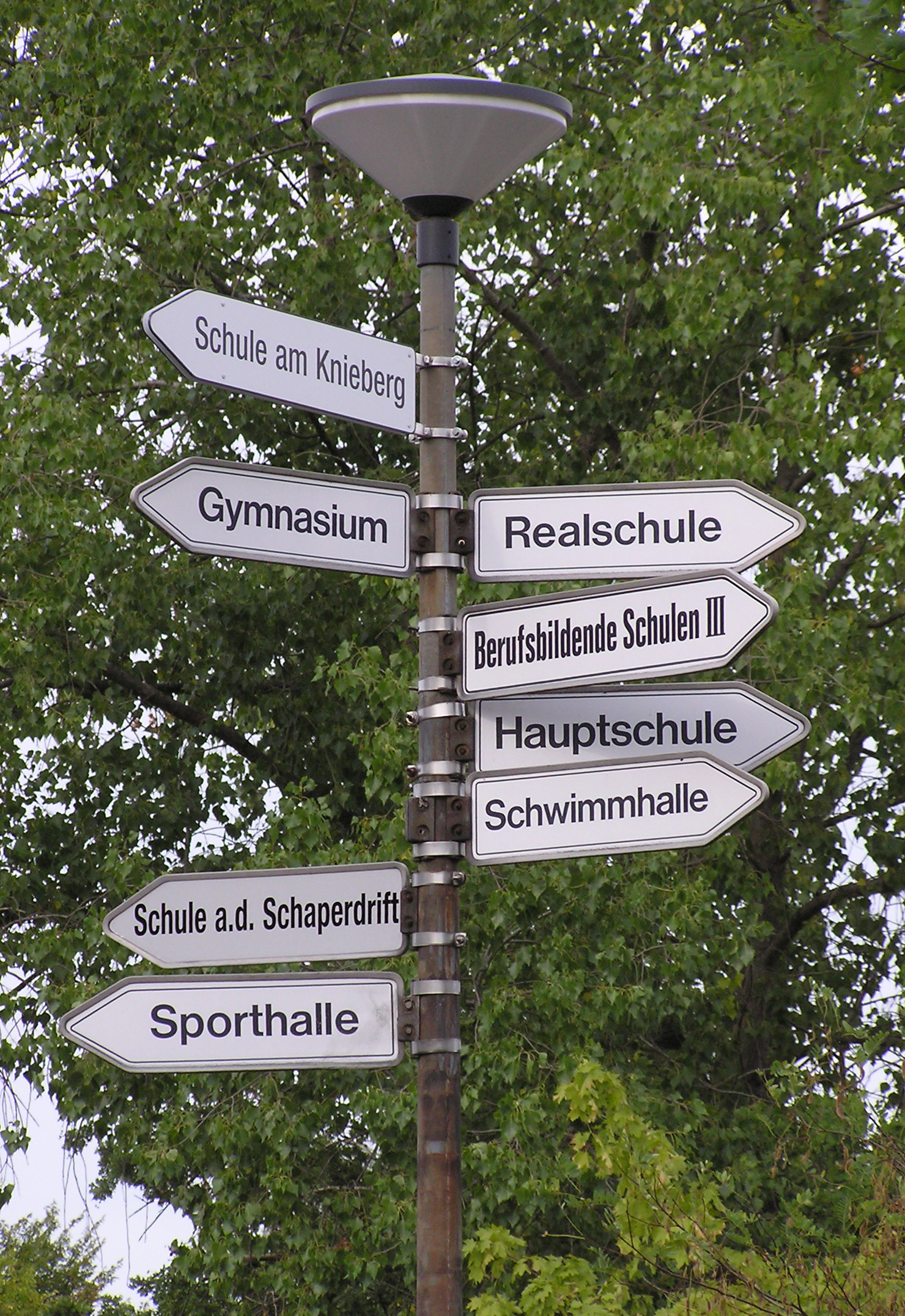
Cartelli dei diversi indirizzi in un complesso scolastico tedesco

Il  sistema scolastico in Germania è controllato dai Länder (Stati federati della Germania), mentre il governo federale non ha proprie competenze in materia di istruzione.
L'istruzione comincia con il Kindergarten (scuola dell'infanzia), facoltativo per tutti i bambini dai tre ai sei anni, mentre la scuola primaria e secondaria è obbligatoria per la fascia di età tra i sei e i sedici anni.
Il percorso formativo presenta diverse sfumature da uno Stato all'altro, dal momento che ogni Land decide le proprie politiche per l'istruzione, come le ore di lezione o le tessere gratuite per trasporti e biblioteche. La maggior parte dei ragazzi frequenta comunque la Grundschule (scuola primaria) da sei a dieci anni (o dodici, ma solo nel Brandeburgo e nella città-Stato di Berlino).
L'istruzione secondaria comprende tre tipi di scuola: il Gymnasium, in parte simile al liceo italiano e concepito anch'esso come preparazione all'università, che si conclude con un esame che permette di conseguire l'Abitur (licenza media superiore) dopo la dodicesima o tredicesima classe (dipendente dallo Stato federale); la Realschule, con una preparazione più specifica e che si conclude con l'esame del Realschulabschluss, dopo la decima classe; l'Hauptschule, basata sugli studi tecnici e che permette di conseguire uno tra due titoli a scelta e votazioni, l'Hauptschulabschluss o il Realschulabschluss, entrambi dopo la decima classe. In alcuni stati questi due tipi di scuole sono stati combinati nella Oberschule.
Anche in Germania esistono scuole comprensive, che prendono il nome di Gesamtschule, portando fino al Hauptschulabschluss, il Realschulabschluss o la maturità, e "scuole speciali" con indirizzi professionali o tecnici. Per accedere all'università è necessario avere l'Abitur (diploma di Gymnasium o quello più alto della Gesamtschule), restrizione però caduta in parte nel 2009.
L'istruzione di alto livello in Germania è di altissima qualità e tipicamente gratuita per gli studenti provenienti da ogni dove. L'Università Baden-Württemberg, è l'unica dei 16 stati federali a prevedere tasse universitarie che partono dai 1500 a semestre.
Recenti ricerche dell'istituto PISA hanno rivelato alcune gravi debolezze del sistema scolastico tedesco. Su 43 Paesi testati nel 2000, la Germania era solo ventunesima in lettura e ventesima in matematica ed in scienze naturali, cosa che ha spinto il Paese ad alcune riforme scolastiche. Nel 2006 gli studenti tedeschi erano leggermente migliorati, arrivando tredicesimi in scienze naturali e diciottesimi in lettura, ma ancora ventesimi in matematica.
Sono state rilevate alcune differenze da una scuola all'altra. Secondo Jan-Martin-Wiadra: "Alcuni politici conservatori hanno privilegiato il Gymnasium, da loro considerato la forma più alta di scuola secondaria  – come si evince dai risultati PISA – ma hanno trascurato scuole più professionalizzanti come l'Hauptschule".

## Obbligo scolastico
L'età a cui inizia l'obbligo scolastico in Germania è determinata dagli Stati federali, i Land, e varia dai 5 ai 7 anni. In genere, ogni bambino che abbia compiuto sei anni entro una certa data di riferimento deve iniziare la scuola all'inizio del successivo anno scolastico.
In Germania anche le date delle ferie scolastiche sono diverse a seconda degli Stati federali e l'anno scolastico può cominciare fra agosto e settembre. Le date di riferimento entro le quali i bambini devono aver compiuto i sei anni sono, nella maggioranza degli Stati, estive, fra il 30 giugno ed il 30 settembre. In alcuni Stati e non in tutte le scuole, è possibile l'ingresso nella Grundschule di bambini di cinque anni compiuti. In tal caso, la prima classe è suddivisa in due anni, dei quali il primo ha funzione propedeutica e di scolarizzazione di base.